# 1978年电影

## 第十五屆金馬獎
- 最佳劇情片——《汪洋中的一條船》（中影公司）
- 最佳導演——李行《汪洋中的一條船》
- 最佳男主角——秦漢《汪洋中的一條船》
- 最佳女主角——恬妞《蒂蒂日記》
- 最佳男配角——谷名倫《日落北京城》
- 最佳女配角——歸亞蕾《蒂蒂日記》